# Argyractis nigerialis
Argyractis nigerialis là một loài bướm đêm trong họ Crambidae.